# 湘西土家族苗族自治州
湘西土家族苗族自治州，简称湘西州，是中华人民共和国湖南省下辖的自治州，位于湖南省西北部。州境东北达张家界市，东南邻怀化市，西南界贵州省铜仁市，西毗重庆市，西北接湖北省恩施州。地处武陵山区与云贵高原过渡带，山间有小型盆地和沿河谷地，武陵山主脉绵亘中部，呈东北—西南走向，东南部属沅江河谷低山丘陵区，境内岩溶分布广泛。沅江支流武水、酉水为主要河流。全州总面积15,470平方公里，人口246.1万，土家族、苗族分別占约43%、34%，自治州首府驻吉首市人民北路58号。

## 历史

### 沿革
湘西州域历史悠久。商朝，属鬼方地域。西周至春秋，属楚黔中地。战国时属楚黔中郡。西汉属武陵郡。三国时初属蜀，后属吴。西晋、东晋属荆州武陵郡。隋唐五代时期属辰州。宋为荆湖北路的辰州、澧州。元为湖广行省恩州军民安抚司、新添葛蛮安抚司和四川行省永顺司。明置永顺宣慰司、保靖州宣慰司，其余为岳、辰两州地。清置永顺府和凤凰、乾州、永绥直隶厅，东北部为澧州地。民国时期．1914一1922年为辰沅道。1938—1949年为第八、第九行政督察区。
中华人民共和国成立之初，凤凰、乾城（今吉首）、永绥（今花垣）、泸溪等县和永顺、龙山、保靖、古丈等县分属沅陵专区、永顺专区。1952年8月，湘西苗族自治区成立，辖吉首、泸溪、凤凰、古丈、花垣、保靖6县，并代管永顺、龙山、桑植、大庸（今张家界永定区）4县。年底，代管4县亦属直接管辖。1955年4月改为湘西苗族自治州。1957年9月20日自治州正式成立。州府设吉首，辖泸溪、凤凰、花垣、保靖、古丈、永顺、龙山、桑植、大庸10县。1982年和1985年，吉首、大庸先后改县设市。1988年，大庸市（今张家界市）升为地级市，12月31日，大庸市及桑植县正式划出湘西州。

### 水灾
2020年中国南方水灾期间，6月29日下午开始，湘西州凤凰县境内突然降暴雨，自16点30分至20时，县城降雨量达112.5毫米。在凤凰县城区，部分低洼地带出现积水，部分区域甚至发生内涝。到深夜，沱江凤凰古城河段两岸的河畔景观道路部分被汹涌的洪水淹没，难以行走。

## 地理
湘西州地图坐标为东经109°10′—110°22.5′，北纬27°44.5′—29°38′东北与省内张家界市桑植县、永定区交界；东南与省内怀化市沅陵县、辰溪县、麻阳苗族自治县相邻；西南与贵州省铜仁市松桃苗族自治县相连；西与重庆市黔江区、秀山土家族苗族自治县相接；西北与湖北省恩施土家族苗族自治州来凤县、宣恩县毗邻。
地理上处云贵高原北东侧与鄂西山地南西端之结合部，武陵山脉由东北向西南斜贯全境，地势南东低、北西高，属中国由西向东逐步降低第二阶梯之东缘。西部与云贵高原相连，北部与鄂西山地交颈，东南以雪峰山脉为屏障，武陵山脉蜿蜒于境内。地势由西北向东南倾斜，平均海拨800－1200米，西北边境龙山县的大灵山海拨1736.5米，为境内最高点；泸溪县上堡乡大龙溪出口河床海拔97.1米，为境内最低点。西南石灰岩分布极广，岩溶发育充分，多溶洞、伏流；西北石英砂岩密布，因地壳作用形成小片峰，以花垣排吾乡周围最为典型。东西部为低山丘陵区，平均海拔200－500米，溪河纵横其间，两岸多冲积平原。地貌形态的总体轮廓以山原山地为主，兼有丘陵和小平原，并向北西突出的弧形山区地貌。
气候属亚热带季风气候区。年平均气温15～16.9℃，最高气温40.5℃，最低气温零下5.5℃。年降雨量1300－1500mm，无霜期250－280天。雨量集中春、夏，多见秋旱，对农业影响较大。
| 吉首市气象数据（1981年至2010年） | 吉首市气象数据（1981年至2010年） | 吉首市气象数据（1981年至2010年） | 吉首市气象数据（1981年至2010年） | 吉首市气象数据（1981年至2010年） | 吉首市气象数据（1981年至2010年） | 吉首市气象数据（1981年至2010年） | 吉首市气象数据（1981年至2010年） | 吉首市气象数据（1981年至2010年） | 吉首市气象数据（1981年至2010年） | 吉首市气象数据（1981年至2010年） | 吉首市气象数据（1981年至2010年） | 吉首市气象数据（1981年至2010年） | 吉首市气象数据（1981年至2010年） |
| 月份                             | 1月                              | 2月                              | 3月                              | 4月                              | 5月                              | 6月                              | 7月                              | 8月                              | 9月                              | 10月                             | 11月                             | 12月                             | 全年                             |
| -------------------------------- | -------------------------------- | -------------------------------- | -------------------------------- | -------------------------------- | -------------------------------- | -------------------------------- | -------------------------------- | -------------------------------- | -------------------------------- | -------------------------------- | -------------------------------- | -------------------------------- | -------------------------------- |
| 历史最高温 °C（°F）              | 23.0 (73.4)                      | 29.5 (85.1)                      | 32.5 (90.5)                      | 35.5 (95.9)                      | 36.2 (97.2)                      | 37.5 (99.5)                      | 39.6 (103.3)                     | 39.5 (103.1)                     | 38.2 (100.8)                     | 35.1 (95.2)                      | 32.4 (90.3)                      | 23.9 (75.0)                      | 39.6 (103.3)                     |
| 平均高温 °C（°F）                | 9.1 (48.4)                       | 11.2 (52.2)                      | 15.7 (60.3)                      | 22.1 (71.8)                      | 26.6 (79.9)                      | 29.6 (85.3)                      | 32.6 (90.7)                      | 32.6 (90.7)                      | 28.8 (83.8)                      | 22.6 (72.7)                      | 17.5 (63.5)                      | 12.1 (53.8)                      | 21.7 (71.1)                      |
| 日均气温 °C（°F）                | 5.3 (41.5)                       | 7.3 (45.1)                       | 11.1 (52.0)                      | 16.9 (62.4)                      | 21.4 (70.5)                      | 24.8 (76.6)                      | 27.5 (81.5)                      | 27.2 (81.0)                      | 23.4 (74.1)                      | 17.8 (64.0)                      | 12.6 (54.7)                      | 7.5 (45.5)                       | 16.9 (62.4)                      |
| 平均低温 °C（°F）                | 2.9 (37.2)                       | 4.7 (40.5)                       | 8.0 (46.4)                       | 13.4 (56.1)                      | 17.8 (64.0)                      | 21.5 (70.7)                      | 23.9 (75.0)                      | 23.5 (74.3)                      | 19.8 (67.6)                      | 14.8 (58.6)                      | 9.5 (49.1)                       | 4.6 (40.3)                       | 13.7 (56.7)                      |
| 历史最低温 °C（°F）              | −4.1 (24.6)                      | −3.7 (25.3)                      | −0.7 (30.7)                      | 3.1 (37.6)                       | 8.1 (46.6)                       | 13.0 (55.4)                      | 16.9 (62.4)                      | 16.1 (61.0)                      | 12.5 (54.5)                      | 4.2 (39.6)                       | −1.4 (29.5)                      | −3.9 (25.0)                      | −4.1 (24.6)                      |
| 平均降水量 mm（）                | 45.5 (1.79)                      | 54.8 (2.16)                      | 77.9 (3.07)                      | 147.4 (5.80)                     | 201.5 (7.93)                     | 215.1 (8.47)                     | 222.2 (8.75)                     | 129.1 (5.08)                     | 71.7 (2.82)                      | 100.3 (3.95)                     | 65.7 (2.59)                      | 33.3 (1.31)                      | 1,364.5 (53.72)                  |
| 平均相對濕度（％）               | 79                               | 78                               | 79                               | 80                               | 81                               | 82                               | 80                               | 79                               | 78                               | 81                               | 79                               | 76                               | 79                               |
| 来源：中国气象数据网             |                                  |                                  |                                  |                                  |                                  |                                  |                                  |                                  |                                  |                                  |                                  |                                  |                                  |

## 政治

### 现任领导
| 机构     | · 中国共产党 · 湘西土家族苗族自治州 · 委员会 | 湘西土家族苗族自治州 人民代表大会 常务委员会 | 湘西土家族苗族自治州 人民政府 | · 中国人民政治协商会议 · 湘西土家族苗族自治州 · 委员会 |
| 职务     | 书记                                         | 主任                                         | 州长                          | 主席                                                   |
| -------- | -------------------------------------------- | -------------------------------------------- | ----------------------------- | ------------------------------------------------------ |
| 姓名     | 刘涛                                         | 龚明汉                                       | 陈华（女）                    | 李平                                                   |
| 民族     | 汉族                                         | 汉族                                         | 土家族                        | 土家族                                                 |
| 籍贯     | 河南省南陽市方城縣                           | 湖南省张家界市永定区                         | 湖南省石门县                  | 湖南省龙山县                                           |
| 出生日期 | 1971年6月（53歲）                            | 1964年9月（60歲）                            | 1967年12月（57歲）            | 1965年11月（59歲）                                     |
| 就任日期 | 2024年10月                                   | 2021年1月                                    | 2023年1月                     | 2022年1月                                              |

### 行政区划
湘西州辖1个县级市、7个县。
- 县级市：吉首市
- 县：泸溪县、凤凰县、花垣县、保靖县、古丈县、永顺县、龙山县

## 人口
2022年末，全州总人口290.2万人，常住人口246.1万人。其中城镇人口128.5万人，农村人口117.6万人。城镇化率52.21%，较去年提高0.64个百分点。全州全年出生人口1.96万人，出生率6.46‰。全年死亡人口1.35万人，死亡率4.44‰。全年人口自然增长率2.02‰。
根据2020年第七次全国人口普查，全州常住人口为2,488,105人。同第六次全国人口普查的2,549,558人相比，十年共减少了61,453人，下降2.41%，年平均增长率为-0.24%。其中，男性人口为1,280,117人，占总人口的51.45%；女性人口为1,207,988人，占总人口的48.55%。总人口性别比（以女性为100）为105.97。0－14岁的人口为529,434人，占总人口的21.28%；15－59岁的人口为1,486,252人，占总人口的59.73%；60岁及以上的人口为472,419人，占总人口的18.99%，其中65岁及以上的人口为374,182人，占总人口的15.04%。居住在城镇的人口为1,262,007人，占总人口的50.72%；居住在乡村的人口为1,226,098人，占总人口的49.28%。

### 民族
湘西州以少数民族人口为主，为湖南少数民族聚居地，也是湖南省土家族和苗族人口最多的地区；世居民族有土家、苗和汉族；土家族人口过百万，为第1大民族；苗族人口过80万人，为第2大民族；汉族人口过60万人，为第3大民族。2010年人口普查初步结果显示，湘西有少数民族1,967,096人，占总人口的77.21%；其中土家族1,089,301人，占总人口的42.75%；苗族863,141人，占33.88%。
2000年第五次人口普查分析结果显示，湘西共有少数民族人口1,836,953人，占全省少数民族的28.65%，少数民族口数居湖南第1位；占地区人口的74.56%；中国55个少数民族中有42个民族分布；土家族人口过百万人，总数达到1,012,997人，占湖南土家族人口的38.38%，占地区总人口的41.12%，为第1大民族。苗族人口过80万人，总数达到808,813人，占湖南苗族人口的42.09%，占地区总人口的32.83%，为第2大民族。汉族人口过60万人，总数626,664人，占地区总人口的25.44%，为第3大民族，其余民族人口在万人以下。其中回族人口7,178人，侗、瑶和白族3个民族人口都在千人以上，分别为2,044、1,933和1,843人；维吾尔、满族等7个民族人口均在百人以上。
2020年全州常住人口中，汉族人口为560,544人，占22.53%；各少数民族人口为1,927,561人，占77.47%。与2010年第六次全国人口普查相比，汉族人口减少21,916人，下降3.76%，占总人口比例下降0.32个百分点；各少数民族人口减少39,537人，下降2.01%，占总人口比例增加0.32个百分点。其中，土家族人口减少11,150人，下降1.02%，占总人口比例增加0.61个百分点；苗族人口减少32,195人，下降3.73%，占总人口比例下降0.46个百分点。
| 民族名称                | 土家族    | 苗族    | 汉族    | 回族  | 侗族  | 瑶族  | 白族  | 壮族 | 土族 | 布依族 | 其他民族 |
| ----------------------- | --------- | ------- | ------- | ----- | ----- | ----- | ----- | ---- | ---- | ------ | -------- |
| 人口数                  | 1,078,151 | 830,948 | 560,544 | 6,094 | 3,520 | 2,539 | 1,886 | 953  | 722  | 397    | 2,351    |
| 占总人口比例（%）       | 43.33     | 33.40   | 22.53   | 0.24  | 0.14  | 0.10  | 0.08  | 0.04 | 0.03 | 0.02   | 0.09     |
| 占少数民族人口比例（%） | 55.93     | 43.11   | －      | 0.32  | 0.18  | 0.13  | 0.10  | 0.05 | 0.04 | 0.02   | 0.12     |

## 经济
改革开放以来，湘西州确立和实施“农业稳市，工业立市，旅游旺市，人才兴市，依法治市，富民强市”的发展战略，扩大对外开放，加快发展，国民经济和社会发展取得显著成绩。引进了一大批先进的生产设备和各类自动生产线，加速了传统工业的改造，推动了新兴工业的崛起。目前已形成陶瓷、服装、食品、电子、五金、医药、建材、化工、塑料等30多个主要门类的工业产品。2008年，全州生产总值为226.66亿元。其中，第一产业增加值41.57亿元，增长5%；第二产业增加值93.64亿元，增长7.8%；第三产业增加值91.44亿元，增长9.9%。按常住人口计算，人均生产总值为9081元。全州财政总收入24.04亿元。其中，地方财政收入13.24亿元。财政支出62.67亿元。
自治州农作物主产稻谷、小麦、玉米、大豆、油菜籽、烟叶等。工业主产原煤、电、水泥、木材、卷烟、化肥、纱、布等。土特产品以桐油、生漆、茶油、茶叶、烟叶、柑桔、板栗、蜂蜜、药材等最为著名。湘西自治州是全国桐油重点产区之一，所产桐油品质优良，色彩金黄。龙山被列为全国生漆基地。这里的“红壳大木”漆树被定为全国优良漆树品种之一。“古丈毛尖”、“保靖岚针”为全国名茶。“湘泉”、“酒鬼”为酒中佳酿，属国家级名酒；土家织锦、苗家绣品以其鲜明的民族特色和独特的传统工艺受到人们的青睐。

## 文化

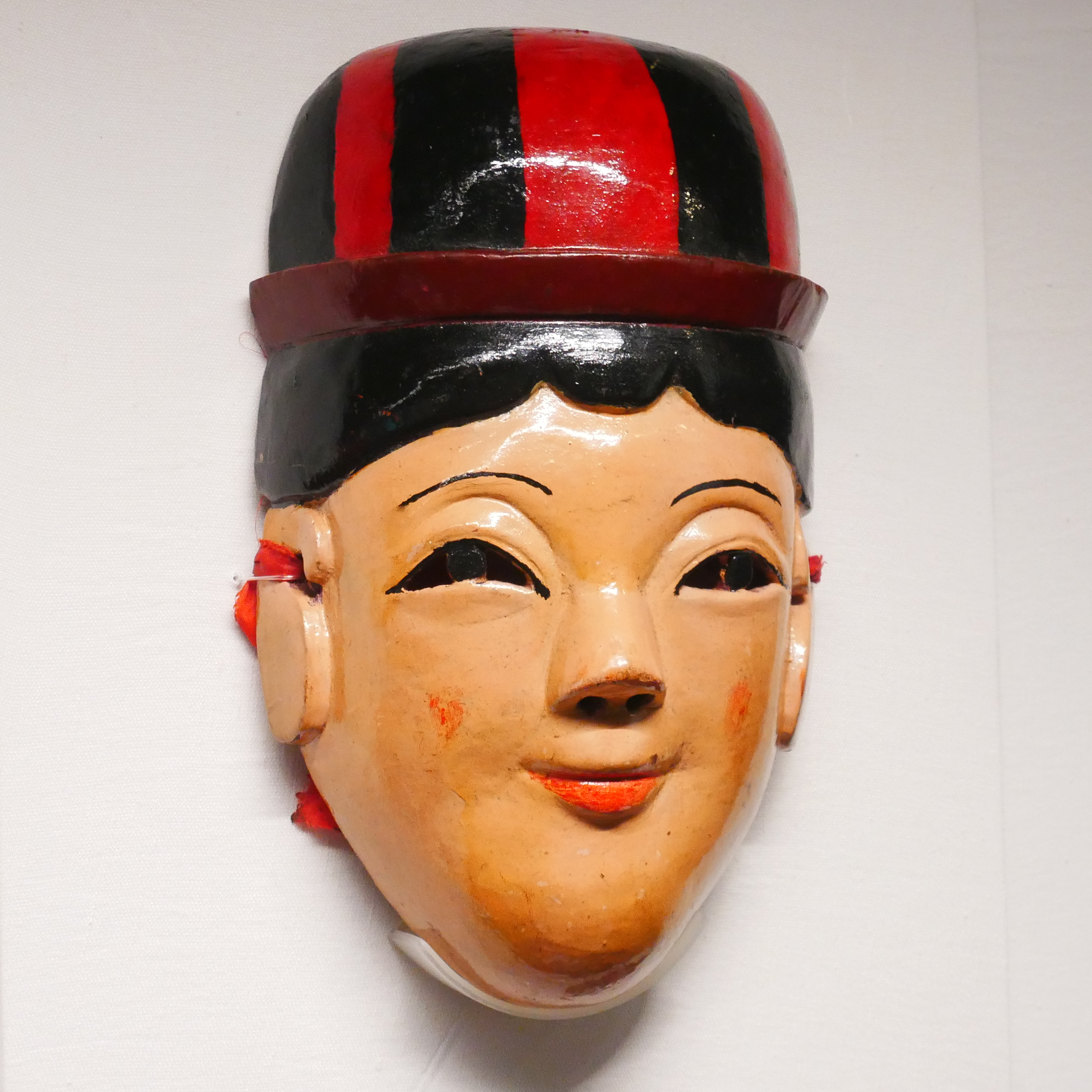
還儺願儀式仙逢面具（吉首市乾州街道西門口村坪雲）

湘西的文化与湖南其他地区不同之处，在于湘西的土家族和苗族的文化独特性。
- 凤凰县城为保存完好的湘西小城，为国家历史文化名城。
- 苗疆长城又称中国南长城，为中国长江以南地区少有的长城（另外一处南方长城是浙江省台州市临海市的南长城）。
- 趕屍
- 落洞
- 红石林国家地质公园

### 全国重点文物保护单位
- 溪州铜柱
- 老司城遗址
- 里耶古城遗址
- 凤凰古城堡
- 沈从文故居
- 不二门遗址
- 四方城遗址
- 魏家寨古城遗址
- 里耶大板遗址与墓群
- 羊峰古城遗址
- 里耶麦茶战国墓群
- 乾州文庙

## 特产
湘西猕猴桃：中国地理标志产品。